# China Zun
China Zun, znan tudi kot CITIC Tower, (kitajsko: 中国尊; pinjin: Zhōngguó Zūn [ʈʂʊ́ŋ.kwǒ.tswə́n]) je super visok nebotičnik v osrednjem poslovnem okrožju Pekinga na Kitajskem. 109-nadstropna, 528 m visoka stavba, ki jo je zgradilo podjetje China Construction Third Engineering Bureau, je najvišja v mestu in za 190 m presega China World Trade Center Tower III. 18. avgusta 2016 je CITIC Tower po višini presegel China World Trade Center Tower III in postal najvišja stavba v Pekingu. Stolp je bil strukturno dosegel vrh 9. julija 2017, v celoti pa 18. avgusta 2017, dokončan pa je bil konec leta 2018, s čimer je CITIC Tower postal najvišja dokončana stavba leta 2018. Od leta 2024 je najvišja stavba s helikoptersko ploščadjo na strehi na svetu.
Vzdevek China Zun izvira iz besede zun za starodavne kitajsko vinsko posodo, ki je navdihnila zasnovo stavbe, po navedbah razvijalcev, skupine CITIC. Slovesnost ob začetku gradnje stavbe je potekala v Pekingu 19. septembra 2011, gradbeniki pa so pričakovali, da bodo projekt končali v petih letih. CITIC Tower je tretja najvišja stavba na severu Kitajske, takoj za Goldin Finance 117 in centrom Chow Tai Fook Binhai v Tiandžinu.
Farrells je izdelal konceptno zasnovo stolpa za oddajo zemljišča, Kohn Pedersen Fox pa je prevzel projekt in po zmagi naročnika zaključil 14-mesečni postopek oblikovanja koncepta.
China Zun je stavba z večnamensko uporabo, ki ima 60 nadstropij pisarniških prostorov, 20 nadstropij luksuznih stanovanj in 20 nadstropij hotela s 300 sobami. V zgornjem nadstropju na višini 524 m bo strešni vrt.
Stolp bo verjetno ostal najvišja stavba v Pekingu v bližnji prihodnosti, saj so oblasti leta 2018 omejile nove projekte v osrednjem poslovnem okrožju na višino največ 180 m, da bi zmanjšale prometne zastoje.

## Polemika
Aprila 2018 je hongkonški časopis Ming Pao poročal, da bo aparat nacionalne varnosti razlastil zgornja tri nadstropja China Zun, nadstropja 106–107, in observatorij v nadstropju 108, saj je celoten kompleks Džongnanhai, sedež Centralnega komiteja Kitajske komunistične partije in Državnega sveta Ljudske republike Kitajske, v jasnem dnevu viden z vrha nebotičnika s prostim očesom. Pravijo tudi [kdo?], da je bilo z vrhunskimi teleskopi in drugo nadzorno opremo mogoče videti vsakdanje življenje in dejavnosti voditeljev stranke in države. [dvomljivo – razprava] Oblasti so odredile sanacijo stavbe zaradi »problemov požarne varnosti«, vendar skupina CITIC ni mogla razkriti konkretnega razloga za sanacijo. Pravijo tudi, da bodo zgornja tri nadstropja stavbe po sanaciji upravljali organi nacionalne varnosti.

## Galerija
- CITIC Tower v gradnji leta 2016
- China Zun nebotičnik v gradnji novembra 2017
- China Zun nebotičnik (desno) under construction in April 2018

## Nadstropna razdelitev
Stavba ima skupno sedem pisarniških prostorov. Med njimi območja 1–3, območje 5 in območje 7 zasedajo China CITIC Bank, Alibaba in CITIC Group, ki so postali glavni najemniki China Zun; preostala pisarniška območja so oddana v najem podjetjem s seznama Fortune Global 500 in finančnim institucijam, vključno s China Construction Bank.